# Friedrich Fehleisen
Friedrich Fehleisen (/ˈfeːlaɪ̯sən/) (1854–1924) fue un cirujano alemán cuyo trabajo se baso en bacterias streptococcales. El trabajo del Dr. Fehleisen cumplió un papel necesario en el entendimiento de la etiología de muchas enfermedades causadas por bacterias del género streptococcus. Sus contribuciones llevaron a la identificación de la bacteria Streptococcus pyogenes como causan de erisipelas y otras enfermedades. Nació en Reutlingen, Württemberg, en 1854, y murió en San Francisco, California, en 1924.

## S. pyogenesy erisipelas
En 1883, fue el primero en obtener y cultivar la bacteria Streptococcus pyogenes, la cual causa erisipela y otras enfermedades por streptococco. Obtuvo muestras de lesiones perierisipelares de pacientes que luego cultivo. Un año más tarde, el organismo recibió su nombre actual por parte de Rosenbach. El médico alemán Friedrich Loeffler luego demostró la presencia de streptococchi en la garganta de pacientes con fiebre escarlata.
Adicionalmente, el Dr. Fehleisen descubrió la etiología de la erisipelas, una infección agua por esta bacteria de la dermis y los nódulos linfáticos superficiales. Su libro "Die Aetiologie Des Erysipels", que fue originalmente publicado  en 1883, describe sus descubrimientos. El libro fue republicado en 2010.

## Inmunoterapia contra el cáncer
Luego del descubrimiento de S. pyogens como agente causante de la erisipelas, Fehleisen repitió los experimentos de Busch inoculando pacientes con sarcomas con esta bacteria. Su primer paciente, un hombre de 58 años con un fibrosarcoma en el glúteo, obtuvo una gran remisión, aunque las temperaturas que alcanzaron los 41 °C hicieron a Fehleisen cuestionarse la utilidad terapéutica de este método. 
Su siguiente paciente fue una mujer con un carcinoma de mama recurrente. Fue inoculada, tras lo cual desarrollo una fiebre alta, vómitos, respiración laboriosa, y un sarpullido cubriéndole el pecho, que luego empezó a cubrir su piel hasta la espalda. Luego de algunos días, la erisipelas comenzó a desaparecer y la fiebre cesó, y de los muchos nódulos solo uno pequeño en el lugar de la incisión previa permaneció. Fehleisen consideró el tratamiento un éxito, aunque notando que la efectividad a largo plazo era incierta. 
Su hipótesis era que S. pyogens infiltraba el tumor y destruía las células, debido a estas teniendo alguna diferencia fundamental con las células normales y siendo masa vulnerables a algunas bacterias.
Las observaciones de Fehleisen luego inspiraron a William Coley a probar el método en sus pacientes y finalmente desarrollar las Toxinas de Coley.

## Publicaciones
Fehleisen, F. Etiology of Erysipels Die, Berlin, 1883 ISBN 1149675756 y 9781149675755